# Karl Geiger (velista)
Karl Geiger (Friedrichsh, 6 marzo 1941) è un velista austriaco.

## Biografia
Ha rappresentato l'Austria a due edizioni dei Giochi olimpici estivi: a Tokyo 1964, dove si è classificato all'ottavo posto nel Flying Dutchman, e a Città del Messico 1968, in cui si è piazzato al diciassettesimo posto nella stessa disciplina. In entrambi casi ha gareggiato con il connazionale Werner Fischer.